# Emil Sigerus

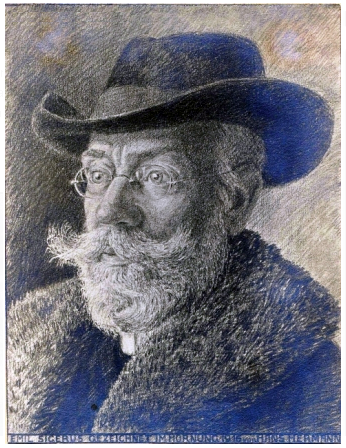
Emil Sigerus, Volkskundler

Emil Sigerus (* 19. Februar 1854 in Hermannstadt, Kaisertum Österreich; † 25. März 1947 ebenda, Königreich Rumänien) war ein  siebenbürgisch-sächsischer Volkskundler, Kunstsammler und Stadthistoriker.

## Leben
Sigerus war neben seinem Beruf als Angestellter und später Direktor der Versicherungsgesellschaft Transsylvania war ab 1880 auch Redakteur des Siebenbürgisch-Deutschen Tageblattes in Hermannstadt, der damals bedeutendsten Zeitung der Siebenbürger Sachsen.
Ein großes Verdienst Sigerus’ war, dass er sehr früh den Wert der siebenbürgisch-sächsischen Volkskunst (Keramik, Zinngefäße, Teppiche, Textilien, Stickereien) und die Einmaligkeit der Kirchenburgen in Siebenbürgen erkannte. Und das zu einer Zeit, in der die Menschen eher bestrebt waren den „alten Plunder“ zu entsorgen und manche Ortschaften darangingen, die Wehranlagen der Kirchenburgen abzutragen, um Platz und Baumaterial für neue Gebäude zu gewinnen. Mit seinem 1900 erschienenen Bilderalbum Siebenbürgisch-sächsische Burgen und Kirchenkastelle machte er diese Baudenkmäler weithin bekannt und erreichte ein Umdenken zu deren Schutz.

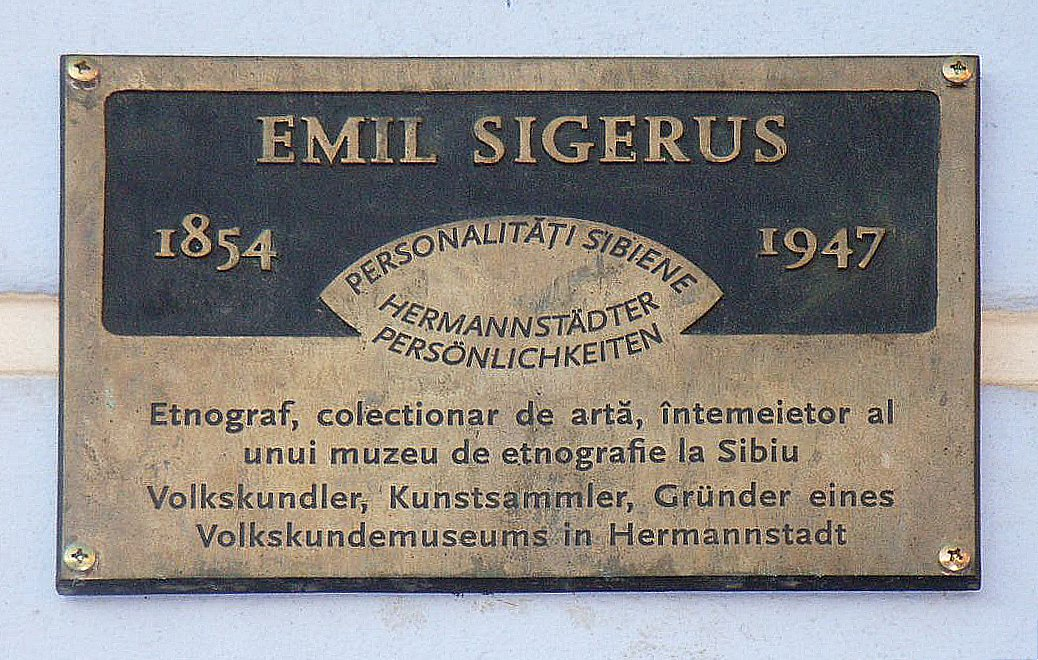
Zweisprachige Tafel in Sibiu-Hermannstadt über Emil Sigerus

Zu seinen wichtigsten Werken zählen die Chronik der Stadt Hermannstadt und Vom alten Hermannstadt (3 Bände, 1922–1928). Andere Veröffentlichungen waren der Geschichte und der Volkskunde von Siebenbürgen gewidmet. Begebenheiten, die er gehört oder in alten Chroniken und Schriften gelesen hatte, erschienen gesammelt als Von alten Leuten und alten Zeiten in zwei Bänden 1937. Diese Bücher gelten zwar nicht als wissenschaftliche historische Werke, enthalten jedoch unzählige Anekdoten und Details aus verschiedenen Epochen der Stadtgeschichte, jedoch stets aus siebenbürgisch-sächsischer Sichtweise. In der Zeit des Kommunismus waren diese Werke deshalb zeitweise verboten und durften nicht neu ediert oder gar ins Rumänische übersetzt werden.
Im Jahr 1997 wurde im ehemals unter dem Namen Schatzkästchen bekannten Haus am Kleinen Ring in Hermannstadt das Emil-Sigerus-Museum mit Ausstellungen sächsischer wie auch rumänischer und szeklerischer Volkskunst eröffnet.
Anlässlich seines 150. Geburtstags fand im Jahr 2004 eine Ausstellung im Franz-Binder-Museum von Hermannstadt statt.

## Schriften (Auswahl)
- Reisehandbuch für Grossromänien. Berlin : Verlag Rüdiger, 1925